# Kombinat NAGEMA

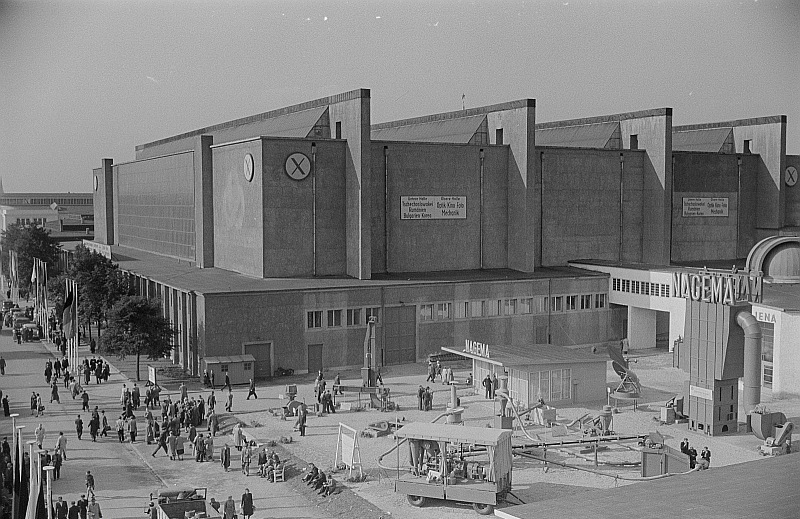
Blick auf die Leipziger Messehalle X, rechts im Bild die Ausstellungsfläche von NAGEMA.

NAGEMA (auch Nagema) war von 1948 bis 1990 das Akronym für einen Zusammenschluss von Maschinenbau-Unternehmen mit Hauptsitz in Dresden. Die Abkürzung steht für Nahrungs- (Na) und Genussmittel- (ge) Maschinenbau (ma). Stammbetrieb des Kombinates NAGEMA (1970 bis 1990) war zuerst der VEB Schokopack Dresden und ab 1972 der VEB Verpackungsmaschinenbau Dresden.
Das Kombinat unterstand dem Ministerium für Allgemeinen Maschinen-, Landmaschinen- und Fahrzeugbau. Weitere zentralgeleitete Kombinate, die diesem Ministerium unterstellt waren, können in der Liste von Kombinaten der DDR eingesehen werden.

## Größe
Das Kombinat beschäftigte am 31. Dezember 1989 etwa 21.000 Mitarbeiter, erzeugte eine Warenproduktion zu DDR-Inlandspreisen von 1,5 Milliarden Mark, (ohne Warenproduktion des Industrieanlagenbaues) einen Export nach dem sozialistischen Wirtschaftsgebiet von 953 Mio. Valutamark, nach dem kapitalistischen Wirtschaftsgebiet 57 Mio. Valuta-Gegenwert, VGW (gemindert durch Rückzahlungen und Valuta-Abtretungen). Der Bilanzgewinn per 31. Dezember 1989 betrug 642 Millionen Mark (Betriebsergebnis) und die Bilanzsumme 3,9 Milliarden Mark, jeweils Mark der DDR.

## Gründung
Die Firma wurde abgeleitet vom Rechtsnachfolger der früheren Gäbel Maschinen-Fabrik in Dresden-Mockritz, er wurde als Firma und Verbandszeichen eingetragen. Der Wirtschaftsverband gründete sich mit der Hauptverwaltung des Ministeriums für die sächsischen Betriebe des Zweiges und konstituierte sich als VVB Nagema, als zonale Organisation 1948 mit Eintrag in das HR Dresden.

## Umstrukturierungen
1970 erfolgte in der DDR die Umbildung der VVB Nagema zum Kombinat Nagema mit erheblichem Substanzverlust und Abgabe von Betrieben an die Kombinate Fortschritt Landmaschinen in Neustadt und Impulsa Elsterwerda. 1976 erfolgte die Eingliederung des Kombinates Ascobloc in das Kombinat Nagema (Gastrotechnik und Fleischereimaschinen), 1984 die Wiedereingliederung der Betriebe des Mühlenbaus, Milchverarbeitung und Bäckereimaschinenbaus vom Kombinat Fortschritt. Kombinatsdirektor war seit 1970 Rolf Grupe, seit 1984 Generaldirektor, später vorläufiger Vorstandsvorsitzender bis 1991.
In diesem Zeitraum entstanden mehrere Werksneubauten: Verpackungsmaschinenbau Dresden-Reick, Nahrungsgütermaschinenbau Neubrandenburg, Gießerei Spremberg, außerdem folgende Teil-Neubauten: Kyffhäuserhütte Artern, Mafa Heidenau, MTW Kamenz u. a.

## Struktur
Nagema war Leitbetrieb für Verpackungsmaschinen im RGW und ohne Konkurrenz für Kakao- und Schokoladenmaschinen (RGW, Maschinenbau, Sektion 14). Im Juni 1990 wurde das Kombinat nach damaligen Vorschriften in eine Aktiengesellschaft gewandelt, der Aufsichtsratsvorsitzende war ab Dezember 1990 Dr. Wilhelm Scheider (vormals Krupp). Betriebe des Kombinats waren:
- VEB Verpackungsmaschinenbau Dresden; (Stammbetrieb) (heute Theegarten-Pactec),
- VEB Apparatebau Burg; (bis 1984 im Kombinat Fortschritt Landmaschinen)
- VEB Bäckereimaschinenbau Halle (Habämfa)
- VEB Behälter- und Maschinenbau Mittweida
- VEB Eisengießerei Ellrich
- VEB Elektro-Montagen Dresden
- VEB Feuma Gößnitz
- VEB Fleischereimaschinen Arnstadt
- VEB Getränkemaschinenbau Magdeburg
- VEB Kochanlagenbau Stolpen
- VEB Kyffhäuserhütte Artern; (bis 1984 im Kombinat Fortschritt Landmaschinen)
- VEB Leichtmetallbau Dresden; (vormals im Kombinat Metallwaren Dessau)
- VEB Leichtmetallgießerei Finsterwalde
- VEB Maschinen- und Dampfkesselbau Gera
- VEB Maschinen- und Mühlenbau Wittenberg; (vormals im Kombinat Fortschritt Landmaschinen)
- VEB Maschinenfabrik Heidenau; (ehemals: Schokoladen-, Seifen- und Farbmaschinenwerke Heidenau)
- VEB Maschinenteilewerk Kamenz
- VEB Metallweberei Neustadt/Orla; (bis 1984 im Kombinat Fortschritt Landmaschinen)
- VEB Metallwerke Allstedt
- VEB Mühlenbau Dresden
- VEB Nagema Anlagenbau (vorher Ascobloc Anlagenbau)
- VEB Nahrungsgütermaschinenbau Neubrandenburg
- VEB Schneidewerkzeuge Dresden; (bis 1984 im Kombinat Fortschritt Landmaschinen)
- VEB Schokoladenverarbeitungsmaschinen Wernigerode
- VEB Spezialapparatebau Sangerhausen
- VEB Spezialmaschinenfabrik Karl-Marx-Stadt
- VEB Spremberger Maschinenteilewerk und Gießerei
- VEB Waagenbau Anklam
- VEB Wäge- und Nahrungsgütertechnik Berlin
- VEB Wägetechnik Rapido Radebeul; (Produzent des Geldautomaten der DDR)
- VEB Wägetechnik Weimar; (vormals im Kombinat Maschinenbau Arnstadt)
- VEB Wärmegerätewerk Dresden

## Wichtige Produkte

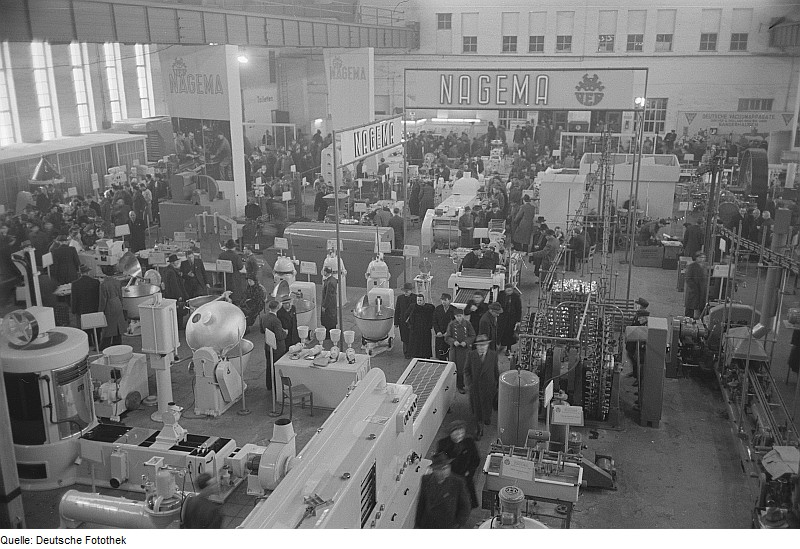
Ausstellung der Nagema-Produkte, 1951

Das Produktprogramm von Nagema umfasste Verpackungsmaschinen aller Art, die für die RGW-Staaten aber auch für das NSW bestimmt waren. Neuheiten von Nagema waren regelmäßig auf der Leipziger Messe zu sehen.
Im Einzelnen wurden Maschinen für Hart- und Weichkaramell im Stammwerk in Dresden mit einer Leistung von bis 1500 Stück pro Minute gefertigt und zu Linien für Gruppenverpackungen (HM), Kartonverpackungen (SF) und Palettierung zusammengestellt. Weiterhin wurden hier Keks- und Zwiebackverpackungsmaschinen hergestellt und unter anderem an Brandt und Bahlsen geliefert. Maschinen für Mehrzweck-Stückgutverpackungen gingen nach Weldotron (USA). Außerdem wurden Maschinen für die Milchverpackung, Butterverpackung, Blockbeutel für Schüttgüter wie Zucker, Mehl, Tee oder Kakao angeboten, überforderten den Betrieb jedoch zunehmend.
Der Zweigbetrieb Mafa Heidenau lieferte weltweit Kakaopressen, unter anderem zu Kascho nach Westberlin, in die Türkei und nach Südamerika. Ferner wurden Konfektionieranlagen für Schokoladenhohlkörper und Schokoladenüberziehmaschinen im Schokoladenmaschinenbau Wernigerode, Waffelbackanlagen bei Rapido Radebeul und große Getreidemühlen (beispielsweise für arabische Länder) nebst Walzenstuhl, Plansichter und Grießputzmaschinen im Mühlenbau Dresden beziehungsweise Wittenberg gefertigt.
Ein weiterer Produktsektor betraf Getränkeabfüllmaschinen aus Magdeburg mit einer Leistung der Spitzenprodukte von bis zu 48.000 Flaschen pro Stunde und der zugehörigen Etikettierung. Zusätzlich wurden Flaschenwaschmaschinen in Gera und die sogenannte „Trockenstrecke“ (Einzelflaschentransportanlage, Palettierer und Kastenpackmaschine) bei NGMG Neubrandenburg gebaut. Fleischverarbeitungsmaschinen kamen ebenfalls von dort.
Die Kyffhäuserhütte Artern war auf ein Sortiment zur Milchverarbeitung spezialisiert. Dazu gehörten beispielsweise Milch- und Ölseparatoren mit einer Nennleistung von bis zu 25.000 Litern pro Stunde, Butterfertiger und Plattenwärmeübertrager. Weiterhin wurden hier spezielle Öfen zum Backen von Brot und Brötchen hergestellt.
Viele dieser Produkte waren nach der politischen Wende nicht mehr wettbewerbsfähig, da die Konstruktion der Maschinen lebensmitteltaugliche Werkstoffe (beispielsweise Nirosta, PTFE, Perfluorkautschuk) aus Gründen mangelnder Verfügbarkeit nicht im erforderlichen Umfang enthielt und elektronische Steuerungen fehlten oder nicht dem neuesten Stand der Technik entsprachen.

## Außergewöhnliche Produkte
Aufgrund von Strukturveränderungen gehörten weitere Betriebe zu Nagema, die sonst keinerlei Verbindung zum Verpackungsmaschinenbau hatten. So wurden beispielsweise in einem Betrieb in Cossebaude Feldküchen gebaut und u. a. in den Irak geliefert. Ein anderer Betrieb in Neustadt (Orla) fertigte Grenzbefestigungsanlagen der DDR. Als Exot gilt ebenso die geheime Entwicklung eines Systems für die „Dosierung von Komponenten für Kernbrennstäbe und für die Verpackung und den innerbetrieblichen Transport von Kernbrennstäben“ für das Kernforschungszentrum Dubna. In Wernigerode produzierten die VEB Schokoladen-Verarbeitungsmaschinen im Rahmen der Verpflichtung zur Konsumgüterproduktion ab 1986 das einzige in der DDR produzierte Skateboard, den Germina Speeder.
Nagema unterstützte auch andere DDR-Betriebe bei Problemen in deren Produktion: so wurden bei Wägetechnik Rapido in Radebeul beispielsweise für Robotron 400 Geldautomaten gebaut.

## Nachfolgeunternehmen
Nagema selbst hat in seiner Gesamtheit heute keinen direkten Nachfolger. Nach 1990 lösten sich wichtige Firmen von der Holding. Aus früheren NAGEMA-Betrieben entstanden beispielsweise (Hauptprodukt in Klammern):
- Theegarten-Pactec Dresden (Verpackungsmaschinen)
- Kyffhäuser Maschinenfabrik Artern (Separatoren)
- NEMATEC Nahrungsgütermaschinenbau Neubrandenburg (bis 2007)
- MB Wittenberg (Mühlenbau)
- ascobloc Gastro-Gerätebau Dresden
- Hebenstreit-Rapido Radebeul (früher Waagen, jetzt Waffelbackanlagen)
- J & P Maschinenbau Dresden (Verpackungsmaschinen)
- Toss Verpackungssysteme Freital
- Kist + Escherich Dresden
- GeconaTEC Köpenick
- Ingenieurbüro für Verpackung IKA Institut Dresden (bis 2015).[3]

## Weitere Informationen zu Nagema
Michael Hiller hat in Betriebsblättern die Daten der 1989 angeschlossenen Betriebe dokumentiert. Reinhard Balzk befasste sich mit einer Chronik zur Geschichte der Nagema. Im Rahmen eines Projektes zur Industriegeschichte Dresdens wurden jeweils ein Beitrag zur Geschichte des Kombinates und des „Stammbetriebes“ VMB Dresden erarbeitet.
Eine erste Analyse/Prognose ist unter dem Begriff „Ökonomik des Industriezweiges“ 1961 erarbeitet worden. Bestandteil der Literatur- und Archiv-Recherche sind weiterhin: Leistungskennziffern, Warenproduktion, Export, Bilanzwerte, Kopien der Firmengründung 1948, Protokoll der letzten Aufsichtsratssitzung 1997, Abschlussbilanz des Kombinates per 31. Dezember 1989, eine so genannte Managementliste und die Eintragung des Logos beim Patentamt München.